# Nicolò Martinenghi
Nicolò Martinenghi (født 1. august 1999) er en italiensk svømmer.
I 2021 repræsenterede han Italien ved sommer-OL 2020 i Tokyo, Japan, hvor han vandt en bronzemedalje med 4×100 meter medley stafethold.
Han vandt en guldmedalje i 100 m brystsvømning ved sommer-OL 2024 i Paris.